# یورما ساروانتو
یورما ساروانتو (lang-en|Jorma Sarvanto}}؛ ۲۲ فوریه ۱۹۱۲ – ۱۶ اکتبر ۱۹۶۳) سرهنگ دوم خلبان نیروی هوایی فنلاند و از برجسته‌ترین خلبانان تک‌خال در طی جنگ زمستان بود. توپولف اس‌بی، ایلیوشین دی‌بی-۳، لاوچکین لا-۵ و یاکوولف یاک-۷ از جمله هواپیماهای جنگنده شوروی بودند که توسط وی ساقط شدند.